# Piedita
Piedita és una obra escultòrica del 1896 de Miquel Blay i Fàbrega. Està feta de guix i es troba al Museu de la Garrotxa. També se'n coneix un exemplar de marbre que al 1902 se'n feren sis exemplars amb bescuit de porcellana.

## Tema
És el retrat de la senyoreta Pietat d'Iturbe, filla de Trinitat Von Sholtz Helmensdorff, vídua d'Iturbe i Duquessa de Parcent. De gran, Piedita d'Hohenlohe, serà la mare d'Alfons d'Hohenlohe. Miquel Blay modelarà també un retrat de l amare de Piedita i un curiós grup d'ambdues.

## Descripció
Bust d'una nena fins al pit. Té les espatlles nues i es representen els volants de la part superior del vestit. Porta un graciós pentinat amb monyets als costats i tirabuixó al cap.
Presenta un modelat delicat i minuciós, artesanal en la vestimenta.

## Exposicions
- Un exemplar es va exposar a la Exposición General de Bellas Artes e Indústrias Artísticas de Madrid, 1899